# Халід Аскрі
Халід Аскрі (араб. خالد العسكري, нар. 20 березня 1981, Миссур) — марокканський футболіст, воротар клубу «Раджа» (Касабланка). Двоюрідний брат голкіпера збірної Оману Алі аль-Хабсі.
Насамперед відомий виступами за клуб ФАР (Рабат), в якому провів більшу частину кар'єри, а також національну збірну Марокко.

## Клубна кар'єра
У дорослому футболі дебютував 1998 року виступами за ФАР (Рабат), в якому провів тринадцять сезонів, взявши участь у 199 матчах чемпіонату.
Протягом 2011 року захищав кольори команди клубу «Шабаб Риф Аль-Хосейма».
До складу клубу «Раджа» (Касабланка) приєднався на початку 2012 року. 

## Виступи за збірну
12 січня 2013 року дебютував в офіційних матчах у складі національної збірної Марокко в товариській грі проти збірної Намібії, вийшовши на другий тайм замість Надіра Лам'ягрі за рахунку 1-1 і зберіг свої ворота в недоторканності, допомігши команді перемогти з рахунком 2-1. 
У складі збірної був учасником Кубка африканських націй 2013 року у ПАР, проте на поле жодного разу так і не вийшов.
Наразі провів у формі головної команди країни 1 матч.

## Досягнення

### Командні
- Чемпіон Марокко: 2005, 2008, 2013
- Володар Кубка Марокко: 1999, 2003, 2004, 2007, 2008, 2009, 2012
- Володар Кубка Конфедерації КАФ: 2005
- Переможець Кубка арабських націй: 2012

## Курйозні голи
- 9 вересня 2010 року в серії післяматчевих пенальті 1/8 фіналу Кубка Марокко проти «Магреба» з Феса  Халід відбив один з ударів і тут же попрямував вітати вболівальників, однак в цей час м'яч перетнув лінію воріт за його спиною і гол був зарахований[1][2].
- 25 вересня 2010 року, під час зустрічі 4-го туру чемпіонату Марокко 2010/11, в якій ФАР приймав «Кенітру» з однойменного міста, після отримання пасу від одного з захисників, на Аскрі кинувся гравець команди супротивника і Халід втратив контроль над м'ячем, завдяки чому суперник без будь-яких зусиль відправив м'яч у порожні ворота. Після цього на стадіоні почалися заворушення, а сам Халід зняв сорочку та рукавички і за власним бажанням залишив поле[3].